# Agenzia spaziale canadese
L'Agenzia spaziale canadese (in inglese Canadian Space Agency, CSA; in francese Agence spatiale canadienne, ASC) è l'agenzia spaziale nazionale canadese responsabile dello sviluppo delle attività spaziali in quel paese. L'agenzia venne istituita nel marzo del 1989 con il Canadian Space Agency Act ed effettivamente creata nel dicembre 1990. Il presidente dell'agenzia risponde direttamente al ministero dell'industria canadese.
Il quartier generale della ASC si trova presso il Centre spatial John H. Chapman a Saint-Hubert in Québec. L'agenzia ha uffici anche a Ottawa, in Ontario, al David Florida Laboratory (che primariamente è una struttura di ricerca) e piccoli uffici di collegamento a Washington, Parigi, Cape Canaveral e Houston.
L'agenzia è relativamente piccola essendo dotata di 575 impiegati e di circa un centinaio di studenti che lavorano internamente o svolgono attività durante l'estate. La maggior parte del personale si trova al Centro spaziale John H. Chapman.

## Storia
Con il lancio dell'Alouette 1 nel 1962 il Canada è diventata la terza nazione ad aver lanciato un satellite costruito in loco. La missione fu un grande successo, era pianificata per durare un anno ma in realtà ne durò dieci. La missione ha promosso ulteriori studi sulla ionosfera svolti con il satellite ISIS e nel 1993 è stata definita una pietra miliare dell'ingegneria elettrica dall'IEEE.
Un altro successo canadese fu il lancio del satellite Anik A-1 nel 1972. Il satellite rese il Canada la prima nazione al mondo con un satellite geostazionario per le telecomunicazioni.

## Obiettivi e mandato
Il Canadian Space Agency Act è una legge del parlamento canadese che fondò l'Agenzia spaziale canadese. La legge ricevette il consenso reale il 10 maggio 1990 e l'istituto fu creato il 14 dicembre 1990. Vedi  il testo (archiviato dall'url originale il 25 aprile 2006). della legge. Il mandato della CSA è:
«Promuovere un utilizzo e sviluppo pacifico dello spazio, per far avanzare la conoscenza dello spazio con l'utilizzo della scienza e assicurare che la scienza spaziale e la tecnologia forniscano vantaggi economici e sociali per i canadesi.»
L'obiettivo dell'agenzia canadese lo sviluppo e l'applicazione delle conoscenze derivate dallo spazio per favorire lo sviluppo dei canadesi e dell'umanità.
Per ottenere questo la CSA cerca di creare un ambiente dove tutti i livelli dell'organizzazione:
- cercano l'eccellenza collettivamente;
- seguono un atteggiamento orientato al cliente;
- favoriscano la libera comunicazione tra i dipendenti;
- si impegnino sia collettivamente che singolarmente;
- cerchino di collaborare con i soci per assicurarsi mutui benefici.

## Cooperazione con le altre agenzie nazionali
La CSA ha delle collaborazioni informali, dei rapporti di cooperazione e dei contratti con altre agenzie spaziali nazionali come la NASA, l'ESA e la JAXA.
Sin dal 1º gennaio 1979 il Canada ha uno speciale status di collaborazione con l'ESA, lo status è ottenuto attraverso contributi economici, scientifici e umani allo sviluppo delle sonde dell'agenzia europea. Il 21 giugno 2000 l'accordo è stato rinnovato per la quarta volta con una durata decennale. In virtù dell'accordo il Canada prende parte alle delibere dell'ESA si programmi e le attività future. Le industrie canadesi possono effettuare offerte per partecipare agli appalti dell'ESA e è stato accertato un ritorno economico per le industrie canadesi.

## Programma spaziale canadese
Il programma spaziale canadese è gestito dalla Canadian Space Agency. Il Canada contribuisce con tecnologie, conoscenze e personale allo sviluppo dei programmi spaziali collaborativi con NASA ed ESA.
In aggiunta agli astronauti alcuni tra i contributi tecnologici più importanti del Canada sono il Canadarm (utilizzato a bordo dello Space Shuttle), il Canadarm2 e gli altri componenti del Mobile Servicing System (montato sulla Stazione spaziale internazionale). Il Canadarm e il Canadarm2 sono aiutati dall'Advanced Space Vision System che permette un movimento efficiente del braccio robotico. Inoltre in Canada è stato creato l'Orbiter Boom Sensor System, un'estensione del Canadarm utilizzata dagli astronauti per verificare la protezione termica dello Shuttle dopo l'arrivo in orbita e durante la missione STS-123 verrà installato sulla stazione lo Special Purpose Dexterous Manipulator, un secondo braccio robotico canadese più grande e moderno del Canadarm 2.

## Canadesi nello spazio
Otto canadesi hanno partecipato a undici missioni NASA nello spazio:
| Nome              | Shuttle    | Missione | Data di lancio    | Note                                           |
| ----------------- | ---------- | -------- | ----------------- | ---------------------------------------------- |
| Marc Garneau      | Challenger | STS-41-G | 5 ottobre, 1984   | Primo canadese nello spazio                    |
| Roberta Bondar    | Discovery  | STS-42   | 22 gennaio, 1992  | Prima donna canadese nello spazio              |
| Steven MacLean    | Columbia   | STS-52   | 22 ottobre, 1992  |                                                |
| Chris Hadfield    | Atlantis   | STS-74   | 12 novembre, 1995 |                                                |
| Marc Garneau      | Endeavour  | STS-77   | 19 maggio, 1996   |                                                |
| Robert Thirsk     | Columbia   | STS-78   | 20 giugno, 1996   |                                                |
| Bjarni Tryggvason | Discovery  | STS-85   | 7 agosto, 1997    |                                                |
| Dafydd Williams   | Columbia   | STS-90   | 17 aprile, 1998   |                                                |
| Julie Payette     | Discovery  | STS-96   | 27 maggio, 1999   |                                                |
| Marc Garneau      | Endeavour  | STS-97   | 30 novembre, 2000 |                                                |
| Chris Hadfield    | Endeavour  | STS-100  | 19 aprile, 2001   | Prima attività extraveicolare di un canadese   |
| Steven MacLean    | Atlantis   | STS-115  | 9 settembre 2006  | Seconda attività extraveicolare di un canadese |
| Dafydd Williams   | Endeavour  | STS-118  | 8 agosto 2007     | Terza attività extraveicolare di un canadese   |

Nota: Michael McKay si è dimesso per ragioni mediche prima del volo spaziale.

## Satelliti canadesi
| Nome                                              | Lancio               | Dismissione     | Utilizzo                                        |
| ------------------------------------------------- | -------------------- | --------------- | ----------------------------------------------- |
| Alouette 1                                        | 29 settembre, 1962   | 1972            | Esplorazione nella ionosfera                    |
| Alouette 2                                        | 29 novembre, 1965    | 1º agosto, 1975 | Esplorazione nella ionosfera                    |
| ISIS-I                                            | 30 gennaio, 1969     | 1990            | Esplorazione nella ionosfera                    |
| ISIS-II                                           | 1º aprile, 1971      |                 | Esplorazione nella ionosfera                    |
| Hermes Communications Technology Satellite        | 17 gennaio, 1976     | novembre, 1979  | Satellite di telecomunicazioni sperimentale     |
| RADARSAT-1                                        | 4 novembre, 1995     | In uso          | Satellite commerciale di osservazione terrestre |
| Microvariability and Oscillations of STars (MOST) | 30 giugno, 2003      | In uso          | Telescopio spaziale                             |
| SCISAT-1                                          | 12 agosto, 2003      | In uso          | Osservazione dell'atmosfera terrestre           |
| RADARSAT-2                                        | 17 dicembre 2007     | In uso          | Satellite commerciale di osservazione terrestre |
| CASSIOPE                                          | Previsto per il 2008 |                 | Esplorazione della Ionosfera                    |

Inoltre vi sono molti satelliti commerciali lanciati per la compagnia di telecomunicazioni Telesat Canada. Questi sono i satelliti della serie Anik (13 lanciati 3 ancora funzionanti) i tre satelliti Nimiq (utilizzati dalla Bell EspressVu) e il satellite chiamato M-Sat 1 lanciato il 20 aprile 1996 alle 22:36 UTC.

## Sedi locali
- John H. Chapman Space Centre
- David Florida Laboratory
- Cosmodromo di Fort Churchill